# پیروزی (فیلم ۱۹۹۶)
پیروزی (انگلیسی: Victory) یک فیلم درام است. از بازیگران آن می‌توان به ویلم دفو، سام نیل، روفوس سیول، بیل پترسون و ایرن ژاکوب اشاره کرد.